# The Tower That Ate People
The Tower That Ate People (englisch für „Der Turm, der Menschen verschlang“) ist ein Lied des britischen Pop-Rock-Musikers Peter Gabriel aus dem Jahr 2000.

## Entstehung und Veröffentlichung

Die Millennium Dome Show mit dem „Tower“, Mitte der Vorstellung im Oktober 2000

Der Song ist der siebte Titel auf Gabriels Soundtrack-Album OVO (bzw. der sechste auf der The Millennium Show-Ausgabe), das am 12. Juni 2000 als Auftragswerk für die Millennium Dome Show veröffentlicht wurde. Während mehrere Songs auf OVO von verschiedenen Sängern gesungen wurden, ist The Tower That Ate People einer der wenigen Songs auf dem Album, bei denen Gabriel den Hauptgesang übernahm.
Seit der Veröffentlichung des Songs hat Gabriel The Tower That Ate People auf mehreren seiner Konzerttourneen gespielt, erstmals auf der der Growing Up Tour, wo der Song jedoch in der Form des Soundtracks des Filmes Red Planet von Antony Hoffman nur bei dem ersten Konzert am 3. November 2002 in Mexiko-Stadt gespielt wurde. Ebenfalls gespielt wurde es auf der anschließenden Still Growing Up Tour 2004, 2004. diesmal jedoch als ständiger Bestandteil der Setlist. Die Aufführungen des Liedes wurden mit acht Martin Atomic 3000 beleuchtet, die auch Stroboskopeffekte erzeugten.
Im März 2009 tauchte der Song auch bei der Latin American Tour – Live 2009 wieder auf.
Bei der Back to Front Tour von 2012 bis 2014 wurde The Tower That Ate People immer als Teil der Zugabe als vorletztes Lied vor Biko gespielt.
Stuart Arnold, der Gabriels Auftritt 2014 in Glastonbury für die Regionalzeitung The Northern Echo aus Darlington rezensierte, hob die Lichteffekte für den Song hervor und lobte dessen „spektakuläre Inszenierung bei der der Musiker vor unseren Augen verschwindet und wieder auftaucht“.

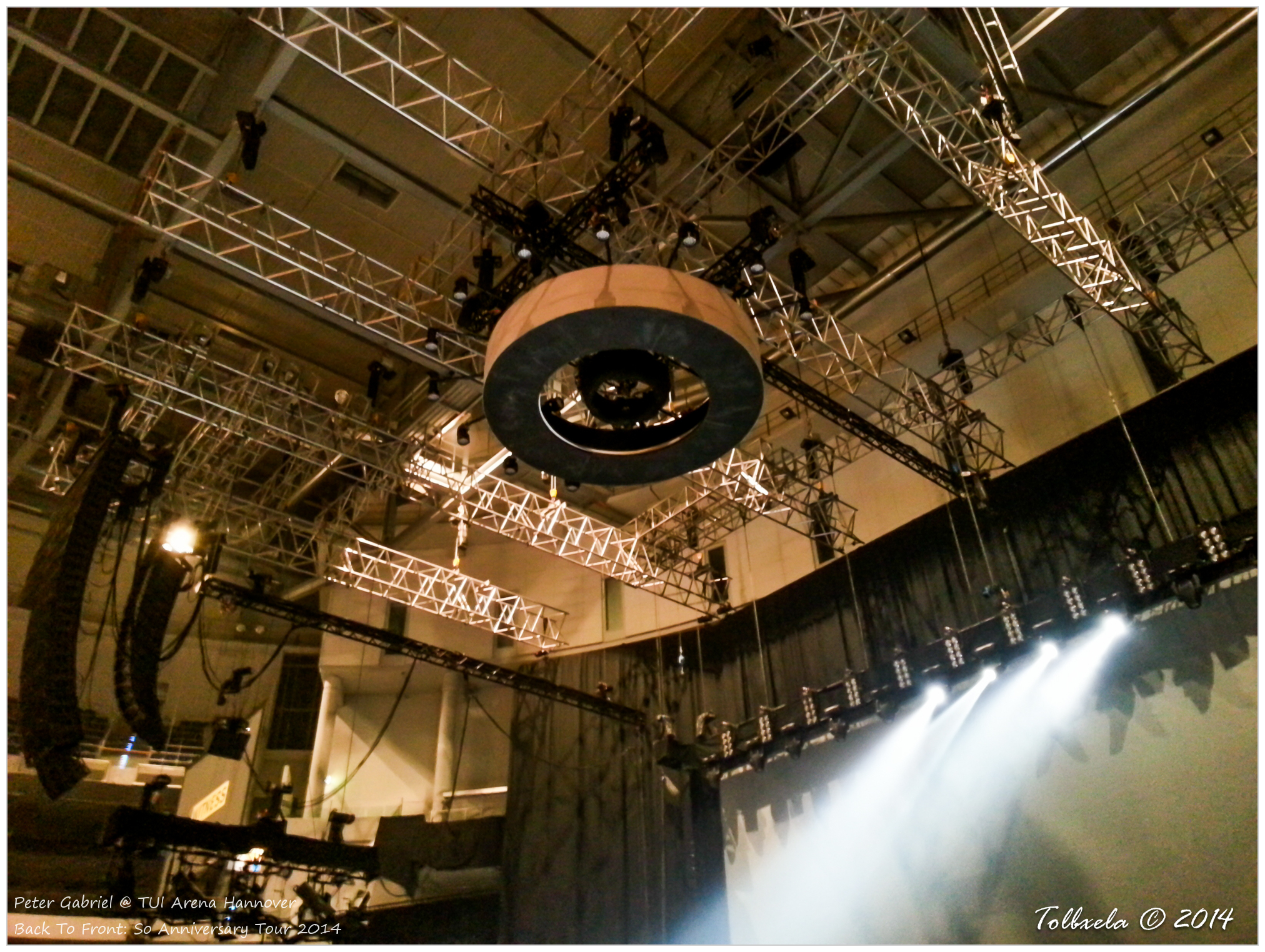
Der „Tower“ der Back to Front Tour an der Hallendecke.
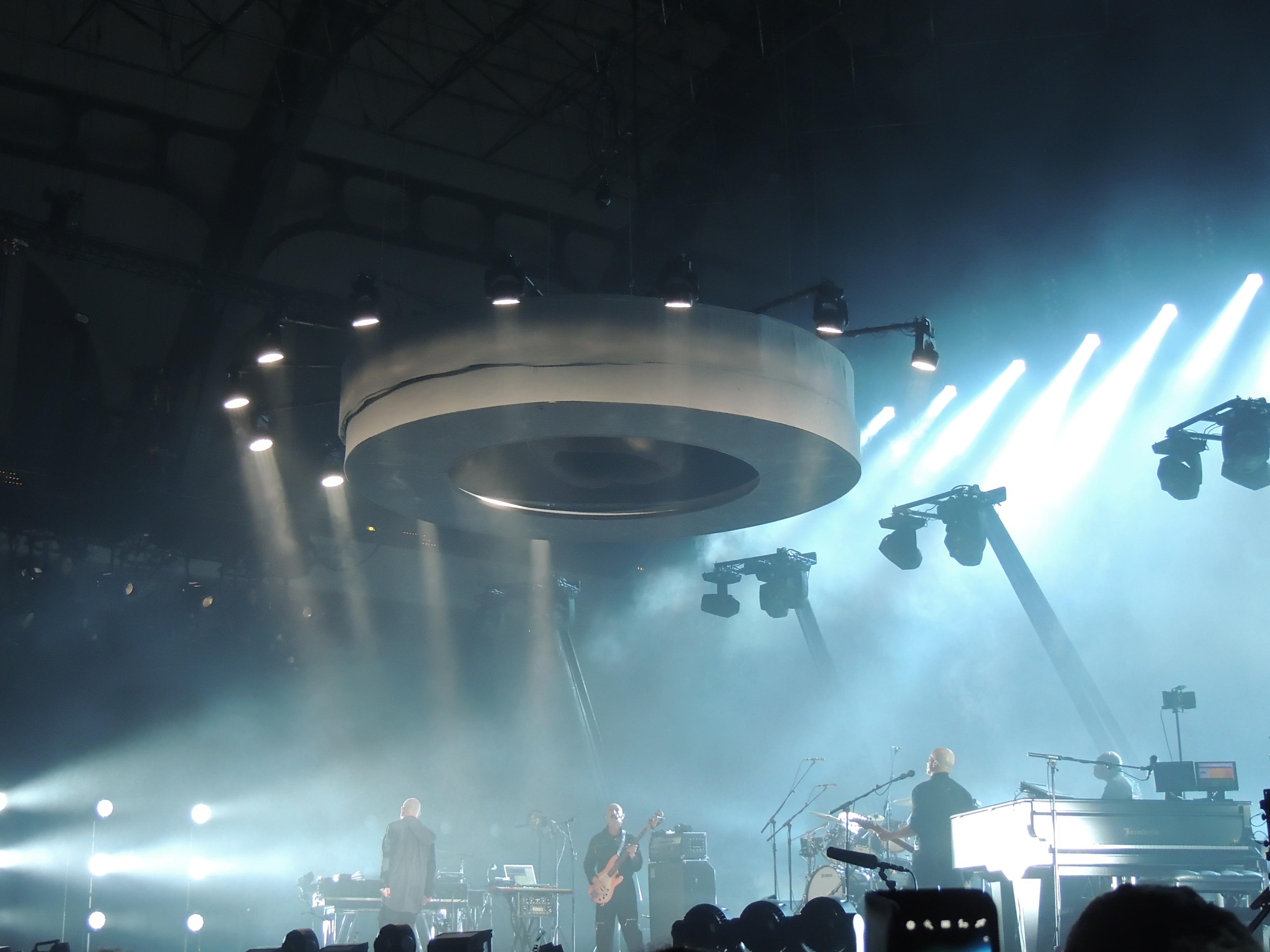
Der „Tower“ senkt sich herab …
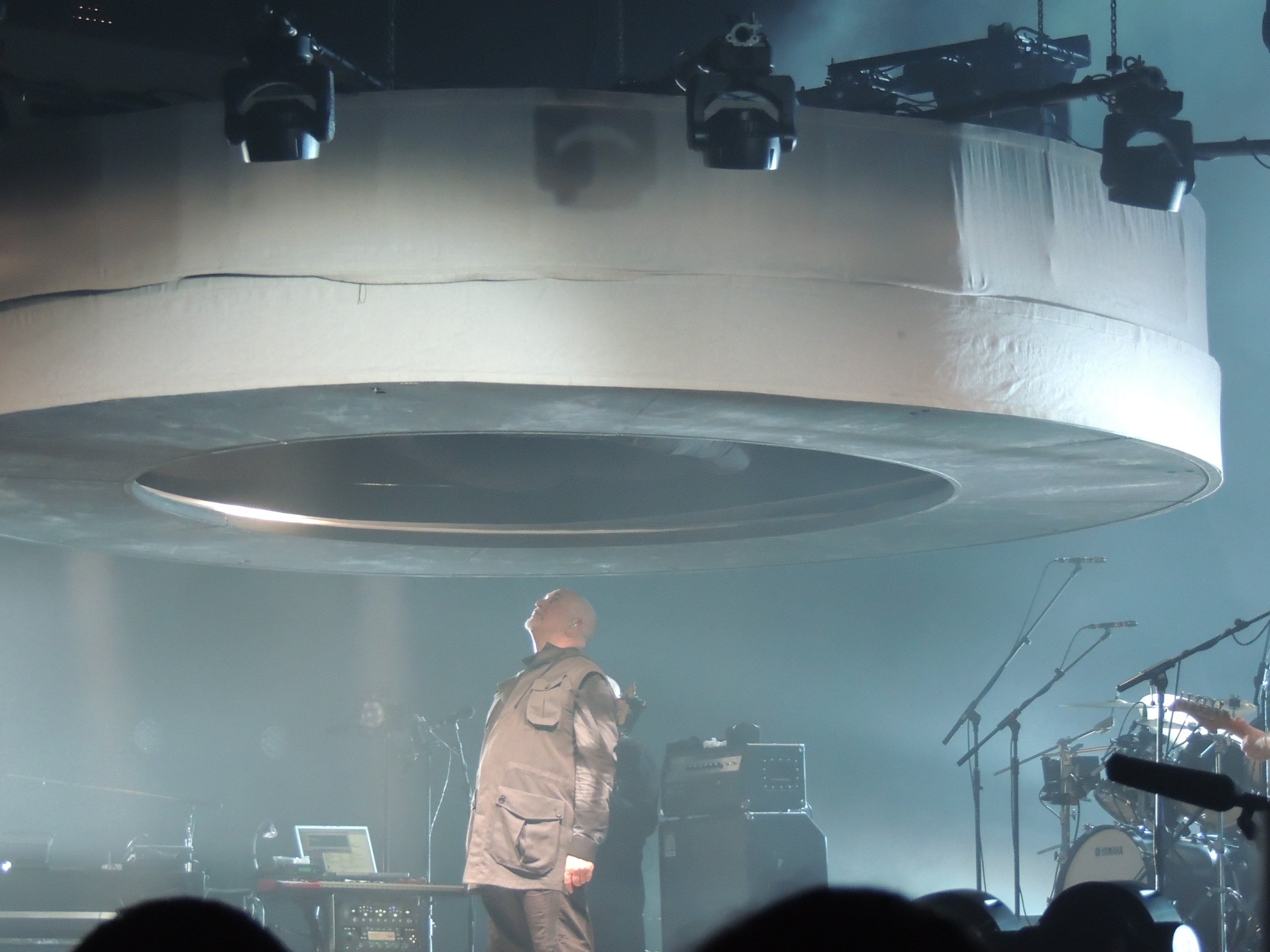
… verschluckt Peter …
… entfaltet sich, beginnt zu leuchten …
… und wechselt seine Farben.

Bei der i/o The Tour 2023 wurde das Lied bei dem zweiten Teil der Tournee in Nordamerika ab dem 25. September 2023 als ständiger Programmpunkt gespielt. Teilweise wurde es aber auch bei manchen Konzerten als erste Zugabe gespielt.
Das Lied wurde in der Version des Red Planet-Soundtracks von 2000 in dem Remix von Steve Osbourne auch auf den Kompilationsalben Hit von 2003 und Flotsam and Jetsam von 2019 veröffentlicht. Dieser Remix war auch auf dem Promo-Sampler enthalten, der auf einer 12-inch-Schallplatte veröffentlicht wurde.
Live-Aufnahmen wurden 2005 mit dem Konzertfilm Still Growing Up: Live & Unwrapped veröffentlicht.
Eine weitere Veröffentlichung erfolgte 2014 mit dem Konzertfilm Back to Front: Live in London als Video und als Audio-Aufnahme, der in der O2 Arena in Greenwich, London aufgenommen wurde. Außerdem wurde von jedem Konzert der Tournee auch ein eignes Live-Album in den Encore-Series veröffentlicht. Diese Veröffentlichungen waren nur in limitierter Auflage und ausschließlich über Gabriels offizielle Website erhältlich.
2025 wurde eine Live-Aufnahme von einem Fan-Konzert mit 100 Mitgliedern von Peter Gabriels Full Moon Club in dem größten Aufnahmeraum Big Room in den Real World Studios mit dem Livealbum In the Big Room veröffentlicht. Zuvor wurden bereits Aufnahmen dieser Veranstaltung 2004 auf der von Gabriel mitinitiierte Musik-Download-Plattform OD2 in The Big Room Session und 2024/2025 in Lunatics in the Big Room für Gabriels Bandcamp-Abonnenten veröffentlicht.

## Hintergrund
Die Grundlage für The Tower That Ate People bildete ein von Gabriel entwickelter Groove. Der Arbeitstitel lautete 100 Days to Go und erschien erstmals in der Reihe Real World Notes, einer Publikation mit Multimedia-CDs, die von Real World Records von Ende der 1990er bis Anfang der 2000er Jahre vertrieben wurde und erneut für Abonnenten 2024 auf Bandcamp veröffentlicht wurde.

## Musik
Der dreitönige Riff des Songs stammt ursprünglich von einer Flöte, die später mit einem Verzerrer bearbeitet wurde, um wie eine E-Gitarre zu klingen. Musikalisch enthält der Song Elemente aus der Industrial-Musik und zeichnet sich durch eine laute Dynamik und einen umfangreichen Einsatz von Loops aus. Die Bridge des Songs ist vergleichsweise leiser und zurückhaltender.
Mit Ausnahme der Bridge und der Textzeile „we're building up and up“ (=„Wir bauen weiter und weiter auf.“), die Gabriel in der Aufnahme auf dem Album OVO viermal singt, wurden die meisten übrigen Gesangspassagen mit einem Fuzz und einem Verzerrer bearbeitet.

## Liedtext
Der Liedtext des Songs bezieht sich auf die Verflechtung von Technologie und Zivilisation. Diese Themen sind mit der Handlung der Millennium Dome Show und des Comics The Story of OVO verbunden, die sich um einen Streit zwischen den fiktiven Wesen der Skypeople dreht, die als „Himmelsmenschen“ bekannt sind und der „Erdmenschen“. Im Kontext der OVO-Geschichte erscheint The Tower That Ate People im zweiten Akt, der in den Liner Notes des Soundtrack-Albums als die industrielle Periode der Handlung beschrieben wird. Gabriel übernahm die Rolle des Ion in der Geschichte, den er als „industriellen Größenwahnsinnigen“ beschrieb. Ions Hauptziel in der Geschichte ist es, ein Industrie-Imperium aufzubauen, um Menschen zu versklaven. Um die Stimme von Ion zu imitieren, sprach Gabriel seine Textzeilen mit einer mit einem Verzerrer verfremdeten, bluesigen Stimme, die er mit dem Werk von Dr. John verglich.
Einige Aspekte des Liedtextes von The Tower That Ate People spiegeln konzeptionell den Turm zu Babel wider, ein Bauwerk aus den biblischen Erzählungen des Alten Testaments der christlichen Theologie (Gen 11,1–9 ), das von Jahwe zerstört wurde, um die Menschheit für ihren Versuch zu bestrafen, ein Gebäude zu errichten, das bis zum Himmel reichen könnte, um damit Gott gleichzukommen. In der biblischen Geschichte wird jedoch der Turmbau von Gott durch eine Sprachverwirrung zum Stillstand gebracht (Gen 11,7-8 ). In The Story of OVO wird der „Tower“ von den Skypeople zerstört.

## Mitwirkende
(Quellen:)

### Musiker
- Peter Gabriel – Hauptgesang, Keyboards, Bass-Keyboard
- Manu Katché – Schlagzeug
- Tony Levin – Bassgitarre
- David Rhodes – E-Gitarre

### Technisches Personal
- David Bottrill – Mixing
- Richard Chappell – Schlagzeug-Programmierung, Loops, End-Toms, Bearbeitung
- Peter Gabriel – Treatments
- Brian Transeau – Musikprogrammierung, Fills, Gitarren-Chorus

## Rezeption
Die Website Pitchfork beschrieb The Tower That Ate People als „Gabriels funkigsten Track seit Sledgehammer, mit knurrendem Gesang, Phaser-Gitarren, übersteuerter Orgel und einer wunderschön eindringlichen Bridge-Melodie.“ Ryan Reed von der US-amerikanischen Musikzeitschrift Rolling Stone bezeichnete den Song als „summendes Industrial-Rock-Epos“, das „eines von Gabriels mitreißendsten Arrangements nach dem Album So bleibt.“